# Melitaea jaika
Melitaea jaika är en fjärilsart som beskrevs av Krulikovski 1901. Melitaea jaika ingår i släktet Melitaea och familjen praktfjärilar. Inga underarter finns listade i Catalogue of Life.